# CCP Records
CCP Records – austriacka wytwórnia płytowa z siedzibą w Linz. Wytwórnia wydaje płyty głównie z muzyką black i pagan metalową. Posiada również własne studio nagraniowe. Ważne kontrakty z wytwórnią posiadają m.in. zespoły Vanitas, Dorn, Riger czy XIV Dark Centuries a w przeszłości m.in. Dornenreich.